# Apisa tristigma
Apisa tristigma är en fjärilsart som beskrevs av Paul Mabille 1893. Apisa tristigma ingår i släktet Apisa och familjen björnspinnare. Inga underarter finns listade i Catalogue of Life.